# 53. oklepna brigada (ZDA)
53. oklepna brigada (izvirno angleško 53rd Armored Brigade) je bila oklepna brigada Kopenske vojske Združenih držav Amerike.